# Stardom Road (альбом Марка Алмонда)
Stardom Road — тринадцатый сольный студийный альбом британского певца и автора песен Марка Алмонда. Он был выпущен на лейбле Sanctuary Records 4 июня 2007 года.

## История создания альбома
Stardom Road стал первым альбомом Алмонда после того, как он попал в аварию на мотоцикле с почти смертельным исходом в октябре 2004 года. Это альбом, состоящий в основном из кавер-версий, и этот факт обусловлен необходимостью, поскольку после аварии Алмонд понял, что временно не может писать свои песни. Алмонд рассказал Time Out, что альбом задуман как «путешествие по переулкам памяти, музыкальное путешествие из 1950-х годов туда, где я нахожусь сегодня».
Альбом представляет собой сотрудничество с Сарой Крэкнелл, Энтони Хегарти и Джулсом Холландом, а в некоторых треках также участвуют участники ритм-н-блюзового оркестра Джулса Холланда.

## Критика
| Оценки критиков  | Оценки критиков |
| Источник         | Оценка          |
| ---------------- | --------------- |
| AllMusic         | [ 4 ]           |
| Record Collector | [ 5 ]           |
| The Guardian     | [ 2 ]           |

Альбом в целом был хорошо принят критиками. Том Юрек в своем обзоре AllMusic называет Stardom Road «лучшим студийным моментом Алмонда как сольного исполнителя» и описывает голос Алмонда как «никогда не менее театральный, но более выразительный». Критик Record Collector Джоэл Макайвер называет Stardom Road «самым ярким альбомом из когда-либо выпущенных» и резюмирует, что он «скорее развлекательный, чем передовой». Обзор Manchester Evening News отмечает автобиографическую концепцию и называет альбом «великим возвращением», которое является «китчовым, кэмповым, мелодраматичным, но полным душевных эмоций».

## Список композиций
| No. | Название                                                 | Автор(ы)                                     | Оригинальный исполнитель (и песня)                    | Длительность |
| --- | -------------------------------------------------------- | -------------------------------------------- | ----------------------------------------------------- | ------------ |
| 1.  | "I Have Lived"                                           | Шарль Азнавур, Эл Каша, Джоэль Киршхорн      | Шарль Азнавур                                         | 3:45         |
| 2.  | "I Close My Eyes and Count to Ten" (с Сарой Крэкнелл)    | Клайв Уэстлэйк                               | Дасти Спрингфилд – "I Close My Eyes and Count to Ten" | 4:05         |
| 3.  | "Bedsitter Images"                                       | Эл Стюарт                                    | Эл Стюарт                                             | 3:57         |
| 4.  | "The London Boys"                                        | Дэвид Боуи                                   | Дэвид Боуи – "The London Boys"                        | 3:28         |
| 5.  | "Strangers in the Night"                                 | Берт Кемпферт, Чарльз Синглтон, Эдди Снайдер | Фрэнк Синатра – "Strangers in the Night"              | 4:39         |
| 6.  | "The Ballad of the Sad Young Men" (с Энтони Хегарти)     | Фран Ландесман, Томми Вулф                   | Роберта Флэк                                          | 4:37         |
| 7.  | "Stardom Road"                                           | Терри Стамп, Джим Авери                      | группа Third World War                                | 4:56         |
| 8.  | "Kitsch"                                                 | Пол Райан                                    | Барри Райан                                           | 5:30         |
| 9.  | "Backstage (I'm Lonely)" (с Джулсом Холландом & Кики Ди) | Фред Энисфилд, Вилли Денсон, Марк Алмонд     | Джин Питни                                            | 3:39         |
| 10. | "Dream Lover"                                            | Бобби Дарин                                  | Бобби Дарин – "Dream Lover"                           | 3:24         |
| 11. | "Happy Heart"                                            | Джеймс Ласт, Джеки Рэй, Фред Уэйрит          | Энди Уильямс – "Happy Heart"                          | 3:54         |
| 12. | "Redeem Me (Beauty Will Redeem the World)"               | Almond, Marius de Vries                      | не кавер-версия                                       | 4:31         |
| 13. | "The Curtain Falls" (с Игорем Уткиным)                   | Сол Вайнштейн                                | Бобби Дарин                                           | 3:10         |

## Участники записи
- Марк Алмонд — вокал
- Тревор Барри — бас
- Крис Дэгли — ударные
- Робби Макинтош — гитара, гавайская гитара
- Майк Смит — фортепиано, клавесин, блокфлейта
- Ричард Генри — бас-тромбон
- Уинстон Роллинз — тромбон
- Доминик Гловер — труба
- Крис Сторр — труба
- Дэвид Пауэлл — туба
- Джон Андерсон — гобой
- Мариус де Врис — клавишные, программирование
- Ленни Плаксико — бас
- Роб Бургер — клавишные
- Хью Уэбб — арфа
- Энди Кейн — бэк-вокал
- Энди Росс — бэк-вокал
- Анна Росс — бэк-вокал
- Джулс Холланд — фортепиано
- Дэйв Свифт — бас
- Гилсон Лавис — ударные
- Крис Холланд — орган
- Нил Уитмор — гитара
- Игорь Уткин – аккордеон
- Изобель Гриффитс - подрядчик по струнам
- Гэвин Райт - струнный лидер

## Чарты
| Chart (2007)                     | Peak position |
| -------------------------------- | ------------- |
| Великобритания (UK Albums Chart) | 53            |